# Мыза (Красногородская волость)
Мыза — деревня в Красногородском районе Псковской области России. Входит в состав Красногородской волости.

## География
Расположена в центральной части района, на берегах реки Синяя, у юго-восточной границы районного центра, посёлка Красногородск.

## Население
| 2001 | 2002 | 2010 |
| ---- | ---- | ---- |
| 385  | ↘325 | ↘288 |

Численность население деревни по оценке на начало 2001 года составляла 385 жителей.